# Neohelota sharpi
Neohelota sharpi is een keversoort uit de familie Helotidae. De wetenschappelijke naam van de soort is voor het eerst geldig gepubliceerd in 1915 door Ritsema.